# Круглов, Борис Семёнович
Борис Семёнович Круглов (13 июня 1928 — ?) — регулировщик завода «Водтрансприбор» научно-производственного объединения «Океанприбор» Министерства судостроительной промышленности СССР, город Ленинград. Герой Социалистического Труда (1978).

## Биография
Родился 13 июня 1928 года в городе Ленинград (ныне – Санкт-Петербург) в семье рабочих.
До начала Великой Отечественной войны учился в школе в Ленинграде. В Великую Отечественную войну в конце июля 1941 года вместе с сёстрами был эвакуирован в Челябинскую (ныне – Курганскую) область в школу-интернат № 13, где продолжал учёбу до 7 класса. В октябре 1943 года в интернат приехала комиссия из Ленинграда для набора рабочих. Бориса направили в школу фабрично-заводского обучения (ФЗО) при заводе имени Ломоносова в Ленинграде, где учился на токаря по фарфору и скульптора-литейщика. Окончив шестимесячную учёбу,  работал по специальности. И после войны продолжил работу на фарфоровом заводе до призыва в армию.
С 1946 года – в Военно-морском флоте. Поступил в школу радиометристов ВМФ, после которой в 1947 году направлен в город Балтийск на эскадренный миноносец «Строгий» Балтийского флота для обслуживания радиолокационных станций корабля. В 1950 году в звании старшины 1-й статьи назначен старшиной группы радиометристов.
После увольнения из ВМФ в 1951 году назначен старшим лаборантом НИИ-49 Минсудпрома СССР в Ленинграде, который занимался разработкой новой радиолокационной аппаратуры (ныне – ОАО «Концерн «Гранит-Электрон»).
В октябре 1952 года вызван в военкомат, где узнал о присвоении звания младшего лейтенанта с назначением на должность начальника отдельного радиотехнического поста ПВО в Архангельской области. По прибытии в батальон направлен на курсы переподготовки офицеров в Гомельское радиотехническое училище ПВО. После расформирования батальона был направлен в другую воинскую часть. В 1957 году по личному ходатайству уволился в запас.
Вернувшись в Ленинград, работал регулировщиком 7-го разряда на заводе № 868, который в сентябре 1966 года был переименован в Ленинградский электромеханический завод «Равенство» Минсудпрома СССР.
В 1958 году переведён в опытный цех при опытно-конструкторском бюро завода «Водтрансприбор», который в 1973 году вошёл в состав научно-производственного объединения (НПО) «Океанприбор» Минсудпрома СССР. Участвовал в разработке новой техники, выполнял гарантийное обслуживание гидроакустической техники, установленной на подводных лодках. Занимаясь программированием микросхем, ответственно трудился более 20 лет. За высокие производственные достижения и досрочное выполнение заданий восьмой пятилетки награждён орденом Трудового Красного Знамени.
Указом Президиума Верховного Совета СССР («закрытым») от 23 января 1978 года за выдающиеся успехи в создании и производстве новой техники Круглову Борису Семёновичу присвоено звание Героя Социалистического Труда с вручением ордена Ленина и золотой медали «Серп и Молот».
Делегат XXVI съезда КПСС (1981). Избирался членом Ленинградского горкома и Ждановского райкома КПСС. 
В 1985 году руководство завода направило его в бригаду, которая должна была автоматизировать работу по монтажу печатных плат на базе ЭВМ. Бригада была лучшей в системе НПО «Океанприбор».
Трудился на предприятии до выхода на заслуженный отдых.
Жил в Санкт-Петербурге.

## Награды
- Золотая медаль «Серп и Молот» (23.01.1978);
- орден Ленина (23.01.1978)
- орден Трудового Красного Знамени (26.04.1957)
- Медаль «В ознаменование 100-летия со дня рождения Владимира Ильича Ленина»
- Медаль «За доблестный труд в Великой Отечественной войне 1941—1945 гг.»
- Медаль «Ветеран труда»
- и другими
- Отмечен грамотами и дипломами.